# Willem I van der Marck
Willem van der Marck (Frans: Guillaume de La Marck) (ca. 1446 – Maastricht 18 juni 1485), heer van Lummen (Frans: Lumey of Lumain), bijgenaamd Het Zwijn van de Ardennen (Le Sanglier des Ardennes) of Willem met de Baard, was een van de belangrijkste edelen van het prinsbisdom Luik.

## Levensloop
Van der Marck was de derde zoon van Jan van der Marck-Arenberg heer van Arenberg, Sedan en Lummen (-1470) en van Anna van Virneburg (-1480). Het wapen van Van der Marck bestond uit een everzwijn. Door zijn herkenbaar gedragen vaandel in de oorlogen in Luik werd hij zodoende dubbelzinnig het zwijn van de Ardennen genoemd.
De familie Van der Marck was oorspronkelijk afkomstig uit het Duitse Westfalen en was terechtgekomen in de Zuidelijke Nederlanden, waar de familie talloze bezittingen had verworven in de Ardennen en in de Maasvallei. Jans zoon Robert had de heerlijkheid Sedan geërfd, Everard de heerlijkheid Arenberg en Willem de heerlijkheid Lummen.
Van der Marcks naam duikt voor het eerst op in 1467, toen hij de Bourgondische hertog Karel de Stoute steunde in diens oorlog tegen Luik. In 1474 verbrandde hij tijdens een andere gelegenheid de abdij van Saint-Laurent Momalle en doodde hij de vicaris-generaal van de prins-bisschop van Luik, Richard Troncillon. Nadat Karel de Stoute op 5 januari 1477 gesneuveld was bij Nancy, liep Van der Marck over naar de prins-bisschop en vroeg om vergiffenis. Door tussenkomst van zijn broer Everard werd hij niet behandeld als krijgsgevangene. Van der Marck kreeg in 1477 de vesting Franchimont van de prins-bisschop van Luik, Lodewijk van Bourbon, die poogde om op die manier diens vriendschap te winnen. Door de militaire versterking van de vesting door Van der Marck kwam Lodewijk hierop terug en verbande Van der Marck uit Luik. Hij vluchtte naar Frankrijk en sloot een overeenkomst met de Franse koning Lodewijk XI. Van der Marck beloofde hem een vrije doorgang door Luik, in het geval de Fransen Brabant wilden veroveren. De Franse koning bood hem hiervoor honderd lansiers en 30.000 ecu.
Met deze Franse steun vermoordde Van der Marck in 1482 de prins-bisschop van Luik Lodewijk van Bourbon en verving hem door zijn zoon Jan van der Marck, wat uiteindelijk niet lukte. Een ander verhaal is dat Van der Marck persoonlijk de bisschop onthoofdde met een strijdbijl. Hij kreeg zijn zoon niet bevestigd als nieuwe bisschop en hieropvolgend werd Johan van Horne tot de nieuwe prins-bisschop van Luik verkozen. Dit leidde tot een burgeroorlog in het prinsbisdom Luik.
Op 21 mei 1484 werd een verdrag getekend in Tongeren, waarbij Van der Marck afstand deed van zijn claims op het bisdom en Luik. Hieropvolgend steunde hij Jan van Horne in de strijd tegen Maximiliaan I, de latere keizer van het Heilige Roomse Rijk, tegen betaling van 30.000 livres. Van der Marck kreeg hiervoor het kasteel van Bouillon als onderpand.
Tot in het midden van 1484 hield Willem van der Marck stand in Luik. Hij gaf zich over aan de belegeraars, op de voorwaarde dat hem vergiffenis geschonken zou worden. Keizer Maximiliaan zou hem deze belofte hebben gegeven, maar brak deze in het volgende jaar. Op 17 juni 1485 werd Willem van der Marck in Sint-Truiden in een valstrik gelokt door aanhangers van de prins-bisschop van Luik. Op een feest daagde Frederik de Montigny hem uit voor een wedren te paard van Sint-Truiden naar Halmaal. Willem deed mee en werd op die manier van zijn vrienden en bondgenoten gescheiden. Op Brabants gebied werd hij gevangengenomen en op 18 juni 1485 in Maastricht zonder proces veroordeeld en terechtgesteld door onthoofding, op het schavot op het Vrijthof in Maastricht.
Van der Marcks neef Everhard van der Marck was prins-bisschop van Luik van 1506 tot 1538. Zijn achterkleinzoon Willem II van der Marck Lumey was een leider van de Watergeuzen in de Tachtigjarige Oorlog, onder meer verantwoordelijk voor de moord in 1572 op de Martelaren van Gorinchem en op Cornelis Musius.
Van der Marck wordt door Walter Scott beschreven als ‘William, Count of la Marck’, in Quentin Durward (1823). Dit verhaal inspireerde de Franse schilder Delacroix tot het schilderen van Massacre de l'évêque de Liége (Moord op de bisschop van Luik).

## Familie
Willem I van der Mark was getrouwd met Johanna van Aarschot-Schoonhoven en had de volgende kinderen:
- Jan I van der Mark-Lummen († 1519)
- Willem van der Mark († 1516), ridder en heer van Aigremont, Montbazon, Sainte-Maure etc., kamerheer van koning Lodewijk XII
- Margareta van der Mark († 1509), getrouwd met Lancelot van Berlaymont en Frederik van Sombreffe
- Maria Isabella van der Mark, getrouwd met Jean de Lorraine († 1510)